# Кременчугская суконная фабрика
Кременчугская суконная фабрика — предприятие лёгкой промышленности, основанное в 1928 году в городе Кременчуг (Полтавская область). Помещения фабрики были разрушены во время Второй мировой войны, после чего фабрика временно располагалась в здании бывшей табачной фабрики, затем площади были переданы трикотажной фабрике.

## История
В период индустриализации 1930-х годов в Кременчуге были созданы новые предприятия (кондитерская фабрика, фабрика художественных изделий, трикотажная фабрика, беконная фабрика). Грубосуконная фабрика была включена в план Первой пятилетки, после неё планировалась постройка второй подобной фабрики в Лубнах или Киеве (фабрика была впоследствии построена в Лубнах в 1931—1933 годах). Газета «Кременчугский рабочий» анонсировала: «В нашем округе в 1929—30 году будет закончена постройка суконной фабрики с продукцией в 541 тысячу метров сукна».
Строительство фабрики имени Власа Яковлевича Чубаря началось во время управления городом Александра Саввича Капцевича (1928—1929). Местом строительства был выбран участок между улиц Тупая Песчаная (ныне — улица Николая Залудяка) и Советская (ныне — Академика Маслова). Фабрика была заложена 1 мая 1928 года и 2 года спустя выпустила первую продукцию. Одна из современниц в воспоминаниях упоминала, что построенное здание было выполнено из монолитного железобетона и стекла, «в подражание американцам». К открытию фабрики в 1929 году был приурочен митинг. Проектная мощность первой очереди составляла 900 тысяч метров пальтового и костюмного сукна в год. Стоимость строительства составила 1 млн. 350 тысяч рублей в ценах 1926—1927 года. В 1934—1935 годах была построена вторая очередь фабрики, в результате чего выпуск продукции в 1936 году достиг 2 млн. 750 тысяч метров сукна. Фабрика стала крупнейшим подобным предприятием Украины и СССР.
Известно, что предвоенные годы среди рабочих фабрики было 48 многостаночников. С наступлением немецких войск во время войны фабрика была эвакуирована из Кременчуга в Куйбышев (ныне – Самара), где была размещена на площадях завода имени Степана Разина (смотри Эвакуация в СССР). Во время немецкой оккупации Кременчугские помещения фабрики были использованы немцами для размещения пленных, чей труд использовался для строительства моста. После здания были полностью уничтожены. После освобождения города в 1943 году суконная фабрика временно расположилась в приспособленных для этого помещениях бывшей табачной фабрики М. Володарского и поставляла сукно на фронт.
До 1946 года фабрика принадлежала «Укрсуконтресту» народного комиссариата текстильной промышленности УССР. В 1946 суконная фабрика вошла в состав трикотажной фабрики Министерства текстильной промышленности УССР. В 1947 году был составлен проект восстановления производственных площадей на прежнем месте, однако он не был реализован. На их месте в 1967 году в честь 50-летия установления советской власти был разбит Юбилейный парк (вторая очередь Приднепровского парка).